# Micrachne patentiflora
Micrachne patentiflora là một loài thực vật có hoa trong họ Hòa thảo. Loài này được Sydney Margaret Stent và James McFarlane Rattray mô tả khoa học đầu tiên năm 1933 dưới danh pháp Microchloa patentiflora. Cùng năm này Charles Edward Hubbard chuyển nó sang chi Brachyachne. Năm 2015, Paul M. Peterson chuyển nó sang chi mới thiết lập là Micrachne.

## Phân bố
Loài này là bản địa Angola, Botswana, Cộng hòa Dân chủ Congo, Kenya, Tanzania, Uganda, Zambia, Zimbabwe.